# Europamästerskapet i basket för damer 1970
Europamästerskapet i basket för damer 1970 spelades i Leeuwarden och Rotterdam, Nederländerna och var den tolfte EM-basketturneringen som avgjordes för damer. Turneringen spelades mellan den 11 och 19 september 1970 och totalt deltog tolv lag i turneringen där Sovjetunionen blev Europamästare före Frankrike och Jugoslavien, det var Sovjetunionens tionde EM-guld.

## Kvalificerade länder
| - Nederländerna (som arrangör) - Belgien - Bulgarien - Frankrike - Italien - Jugoslavien | - Polen - Rumänien - Sovjetunionen - Tjeckoslovakien - Ungern - Österrike |

## Gruppspelet

### Spelsystem
De tolv lagen som var med i EM var indelade i två grupper med sex lag i vardera. Alla lagen mötte alla en gång i sin grupp innan de två bästa lagen i varje grupp gick vidare till semifinalspel, medan lag tre och fyra spelade om platserna fem till åtta och de två sämsta laget i varje grupp spelade om plats nio och tolv. Seger i en match gav två poäng och förlust gav en poäng.
|  | Laget spelade om plats 1-4  |
|  | Laget spelade om plats 5-8  |
|  | Laget spelade om plats 9-12 |

### Grupp A
| Plats | Nation        | Spelade | Vinster | Förluster | Mål       | Målskillnad | Poäng |
| ----- | ------------- | ------- | ------- | --------- | --------- | ----------- | ----- |
| 1     | Sovjet        | 5       | 5       | 0         | 448 – 203 | +245        | 10    |
| 2     | Frankrike     | 5       | 4       | 1         | 295 – 301 | -6          | 9     |
| 3     | Polen         | 5       | 3       | 2         | 303 – 313 | -10         | 8     |
| 4     | Nederländerna | 5       | 2       | 3         | 277 – 333 | -56         | 7     |
| 5     | Ungern        | 5       | 1       | 4         | 268 – 307 | -39         | 6     |
| 6     | Italien       | 5       | 0       | 5         | 231 – 365 | -134        | 5     |

| 11 september 1970 kl 16:30 (CET) | Sovjet | 89 – 32 (37-13) Rapport | Italien | Leeuwarden |
| 11 september 1970 kl 16:30 (CET) |        |                         |         | Leeuwarden |

| 11 september 1970 kl 19:45 (CET) | Nederländerna | 60 – 58 (24-31) Rapport | Ungern | Leeuwarden |
| 11 september 1970 kl 19:45 (CET) |               |                         |        | Leeuwarden |

| 11 september 1970 kl 21:30 (CET) | Frankrike | 68 – 67 (34-36) Rapport | Polen | Leeuwarden |
| 11 september 1970 kl 21:30 (CET) |           |                         |       | Leeuwarden |

| 12 september 1970 kl 16:30 (CET) | Polen | 55 – 53 (28-32) Rapport | Ungern | Leeuwarden |
| 12 september 1970 kl 16:30 (CET) |       |                         |        | Leeuwarden |

| 12 september 1970 kl 19:30 (CET) | Nederländerna | 44 – 92 (23-43) Rapport | Sovjet | Leeuwarden |
| 12 september 1970 kl 19:30 (CET) |               |                         |        | Leeuwarden |

| 12 september 1970 kl 21:15 (CET) | Italien | 58 – 63 (34-36) Rapport | Frankrike | Leeuwarden |
| 12 september 1970 kl 21:15 (CET) |         |                         |           | Leeuwarden |

| 13 september 1970 kl 16:30 (CET) | Nederländerna | 50 – 69 (25-37) Rapport | Frankrike | Leeuwarden |
| 13 september 1970 kl 16:30 (CET) |               |                         |           | Leeuwarden |

| 13 september 1970 kl 19:30 (CET) | Polen | 63 – 48 (34-19) Rapport | Italien | Leeuwarden |
| 13 september 1970 kl 19:30 (CET) |       |                         |         | Leeuwarden |

| 13 september 1970 kl 21:15 (CET) | Ungern | 33 – 94 (18-39) Rapport | Sovjet | Leeuwarden |
| 13 september 1970 kl 21:15 (CET) |        |                         |        | Leeuwarden |

| 14 september 1970 kl 16:30 (CET) | Sovjet | 77 – 41 (34-11) Rapport | Frankrike | Leeuwarden |
| 14 september 1970 kl 16:30 (CET) |        |                         |           | Leeuwarden |

| 14 september 1970 kl 19:30 (CET) | Nederländerna | 48 – 65 (28-31) Rapport | Polen | Leeuwarden |
| 14 september 1970 kl 19:30 (CET) |               |                         |       | Leeuwarden |

| 14 september 1970 kl 21:15 (CET) | Italien | 44 – 75 (19-38) Rapport | Ungern | Leeuwarden |
| 14 september 1970 kl 21:15 (CET) |         |                         |        | Leeuwarden |

| 15 september 1970 kl 16:30 (CET) | Frankrike | 54 – 49 (33-24) Rapport | Ungern | Leeuwarden |
| 15 september 1970 kl 16:30 (CET) |           |                         |        | Leeuwarden |

| 15 september 1970 kl 19:30 (CET) | Italien | 49 – 75 (25-34) Rapport | Nederländerna | Leeuwarden |
| 15 september 1970 kl 19:30 (CET) |         |                         |               | Leeuwarden |

| 15 september 1970 kl 21:15 (CET) | Sovjet | 96 – 53 (47-30) Rapport | Polen | Leeuwarden |
| 15 september 1970 kl 21:15 (CET) |        |                         |       | Leeuwarden |

### Grupp B
| Plats | Nation          | Spelade | Vinster | Förluster | Mål       | Målskillnad | Poäng |
| ----- | --------------- | ------- | ------- | --------- | --------- | ----------- | ----- |
| 1     | Bulgarien       | 5       | 5       | 0         | 403 – 319 | +84         | 10    |
| 2     | Jugoslavien     | 5       | 4       | 1         | 442 – 336 | +106        | 9     |
| 3     | Tjeckoslovakien | 5       | 3       | 2         | 394 – 316 | +78         | 8     |
| 4     | Rumänien        | 5       | 2       | 3         | 374 – 347 | +27         | 7     |
| 5     | Österrike       | 5       | 1       | 4         | 251 – 369 | -118        | 6     |
| 6     | Belgien         | 5       | 0       | 5         | 286 – 463 | -177        | 5     |

| 11 september 1970 kl 16:30 (CET) | Jugoslavien | 115 – 56 (55-21) Rapport | Belgien | Rotterdam |
| 11 september 1970 kl 16:30 (CET) |             |                          |         | Rotterdam |

| 11 september 1970 kl 19:30 (CET) | Rumänien | 86 – 45 (35-21) Rapport | Österrike | Rotterdam |
| 11 september 1970 kl 19:30 (CET) |          |                         |           | Rotterdam |

| 11 september 1970 kl 21:15 (CET) | Bulgarien | 77 – 74 (39-37) Rapport | Tjeckoslovakien | Rotterdam |
| 11 september 1970 kl 21:15 (CET) |           |                         |                 | Rotterdam |

| 12 september 1970 kl 16:30 (CET) | Österrike | 59 – 76 (32-34) Rapport | Bulgarien | Rotterdam |
| 12 september 1970 kl 16:30 (CET) |           |                         |           | Rotterdam |

| 12 september 1970 kl 19:30 (CET) | Tjeckoslovakien | 105 – 57 (52-24) Rapport | Belgien | Rotterdam |
| 12 september 1970 kl 19:30 (CET) |                 |                          |         | Rotterdam |

| 12 september 1970 kl 21:15 (CET) | Rumänien | 77 – 88 (31-39) Rapport | Jugoslavien | Rotterdam |
| 12 september 1970 kl 21:15 (CET) |          |                         |             | Rotterdam |

| 13 september 1970 kl 16:30 (CET) | Jugoslavien | 79 – 38 (47-20) Rapport | Österrike | Rotterdam |
| 13 september 1970 kl 16:30 (CET) |             |                         |           | Rotterdam |

| 13 september 1970 kl 19:30 (CET) | Belgien | 47 – 84 (27-37) Rapport | Bulgarien | Rotterdam |
| 13 september 1970 kl 19:30 (CET) |         |                         |           | Rotterdam |

| 13 september 1970 kl 21:15 (CET) | Tjeckoslovakien | 67 – 66 (41-35) Rapport | Rumänien | Rotterdam |
| 13 september 1970 kl 21:15 (CET) |                 |                         |          | Rotterdam |

| 14 september 1970 kl 16:30 (CET) | Rumänien | 93 – 75 (49-33) Rapport | Belgien | Rotterdam |
| 14 september 1970 kl 16:30 (CET) |          |                         |         | Rotterdam |

| 14 september 1970 kl 19:30 (CET) | Österrike | 43 – 77 (19-32) Rapport | Tjeckoslovakien | Rotterdam |
| 14 september 1970 kl 19:30 (CET) |           |                         |                 | Rotterdam |

| 14 september 1970 kl 21:15 (CET) | Jugoslavien | 87 – 94 (44-33) (Förlängning: 6-13) Rapport | Bulgarien | Rotterdam |
| 14 september 1970 kl 21:15 (CET) |             |                                             |           | Rotterdam |

| 15 september 1970 kl 16:30 (CET) | Belgien | 51 – 66 (26-39) Rapport | Österrike | Rotterdam |
| 15 september 1970 kl 16:30 (CET) |         |                         |           | Rotterdam |

| 15 september 1970 kl 19:30 (CET) | Bulgarien | 72 – 52 (28-32) Rapport | Rumänien | Rotterdam |
| 15 september 1970 kl 19:30 (CET) |           |                         |          | Rotterdam |

| 15 september 1970 kl 21:15 (CET) | Tjeckoslovakien | 71 – 73 (33-30) (Förlängning: 6-8) Rapport | Jugoslavien | Rotterdam |
| 15 september 1970 kl 21:15 (CET) |                 |                                            |             | Rotterdam |

## Placeringsmatcher

### Match om 9:e -12:e plats
| 18 september 1970 kl 10:00 (CET) | Ungern | 76 – 45 (39-26) Rapport | Belgien |  |
| 18 september 1970 kl 10:00 (CET) |        |                         |         |  |

| 18 september 1970 kl 11:45 (CET) | Österrike | 54 – 67 (24-29) Rapport | Italien |  |
| 18 september 1970 kl 11:45 (CET) |           |                         |         |  |

### Match om 11:e plats
| 19 september 1970 kl 10:00 (CET) | Belgien | 59 – 60 (31-30) Rapport | Österrike |  |
| 19 september 1970 kl 10:00 (CET) |         |                         |           |  |

### Match om 9:e plats
| 19 september 1970 kl 11:45 (CET) | Ungern | 59 – 60 (29-22) Rapport | Italien |  |
| 19 september 1970 kl 11:45 (CET) |        |                         |         |  |

### Match om 5:e - 8:e plats
| 18 september 1970 kl 14:00 (CET) | Polen | 67 – 53 (34-29) Rapport | Rumänien |  |
| 18 september 1970 kl 14:00 (CET) |       |                         |          |  |

| 18 september 1970 kl 15:45 (CET) | Tjeckoslovakien | 62 – 50 (36-26) Rapport | Nederländerna |  |
| 18 september 1970 kl 15:45 (CET) |                 |                         |               |  |

### Match om 7:e plats
| 19 september 1970 kl 14:00 (CET) | Rumänien | 59 – 69 (29-29) Rapport | Nederländerna |  |
| 19 september 1970 kl 14:00 (CET) |          |                         |               |  |

### Match om 5:e plats
| 19 september 1970 kl 15:45 (CET) | Polen | 62 – 63 (40-31) Rapport | Tjeckoslovakien |  |
| 19 september 1970 kl 15:45 (CET) |       |                         |                 |  |

## Slutspel

### Semifinaler
| 18 september 1970 kl 19:30 (CET) | Sovjet | 116 – 49 (64-30) Rapport | Jugoslavien |  |
| 18 september 1970 kl 19:30 (CET) |        |                          |             |  |

| 18 september 1970 kl 21:15 (CET) | Bulgarien | 64 – 69 (35-34) Rapport | Frankrike |  |
| 18 september 1970 kl 21:15 (CET) |           |                         |           |  |

### Bronsmatch
| 19 september 1970 kl 19:30 (CET) | Jugoslavien | 77 – 66 (38-37) Rapport | Bulgarien |  |
| 19 september 1970 kl 19:30 (CET) |             |                         |           |  |

### Final
| 19 september 1970 kl 21:15 (CET) | Sovjet | 94 – 33 (46-16) Rapport | Frankrike |  |
| 19 september 1970 kl 21:15 (CET) |        |                         |           |  |

| Europamästare: Sovjets tionde EM-titel |

## Slutplaceringar
| 1  | Sovjet          |
| 2  | Frankrike       |
| 3  | Jugoslavien     |
| 4  | Bulgarien       |
| 5  | Tjeckoslovakien |
| 6  | Polen           |
| 7  | Nederländerna   |
| 8  | Rumänien        |
| 9  | Italien         |
| 10 | Ungern          |
| 11 | Österrike       |
| 12 | Belgien         |